# Čikov
Čikov (dříve také Czykow, Scykow, Tschikow) je obec v okrese Třebíč v kraji Vysočina, ležící severovýchodně od města Třebíče, asi 6 km západně od Velké Bíteše a 8 km severně od Náměště nad Oslavou. Žije zde 199 obyvatel.
Sousedními obcemi sídla jsou Velká Bíteš, Jasenice, Pyšel, Naloučany, Zahrádka a Tasov.

## Název
Jméno obce Čikov pochází od štik snad dříve chovaných v okolních rybnících. Obec se dříve jmenovala Štikov, označení čikov se dosud v jihoslovanských jazycích užívá pro rybu piskoře pruhovaného (Misgurnus fossilis).

## Geografie
Čikovem prochází ze západu na východ silnice II/392 z Tasova do Jasenice, severně pak ze zastavěného území obce vede silnice do Holubí Zhoře, jižně pak silnice do Naloučan. Jižně také vede užitková silnice k JZD a následně pak do údolí Oslavy. Severně ze zastavěného území vede cyklostezka 5241, jižně pak cyklostezka 5109A, která vychází severně z Mlynářské cyklostezky a cyklostezky 5109 v údolí řeky Oslavy. V údolí řeky Oslavy na jižním okraji území obce vede zelená turistická stezka, jižně ze zastavěného území obce vede v údolí Bělínského potoka naučná stezka Bělinské údolí. V jižní části území obce jsou lesy protnuté mnoha lesními cestami. 
Většina území obce je zemědělsky využívána, zalesněný je jen severní okraj území v obce na svahu údolí Jelenky a jižní část nad údolím Oslavy. Jižně od zastavěného území obce se nachází JZD. 
Severní hranice území obce je tvořena údolím potoka Jelenka, ta se následně východně od obce v Jasenici vlévá do Jasinky, do Jelenky se pak vlévá nepojmenovaný potok a potok Drchalka. Jižně od zastavěného území obce teče Bělínský potok, ten teče v nehlubokém údolí, vlévá se do něj potok Cejlach, Padělský potok, Habrový potok a následně se vlévá jižně od hranic území obce do Oslavy. Na západním okraji území obce pramení Ratnovský potok, teče jižně v hlubokém údolí a vlévá se na jihu území obce do Oslavy. Podél jižní hranice území obce v údolí teče řeka Oslava.
Na jihu území obce se nachází hluboké údolí Oslavy, to se nachází cca v 350 m n. m., následně severním směrem stoupá asi 50 metrový svah, severně od svahu se nachází nepojmenovaný vrchol s kótou 432 m. Na východním okraji území se nachází kopec Na Hložcích, severní hranici území se pak nachází několik desítek metrů hluboké údolí potoka Jelenka, těsně za hranicemi se pak nachází vrchol s kótou 478 m. Těsně za severní hranicí území obce se nachází Kozí vrch (526 m).
V údolí Oslavy se nachází chatová oblast, těsně za hranicí území obce se v údolí nachází Naloučanský mlýn, na jihovýchodní hranici území obce se nachází Čikovská myslivna. Samotné zastavěné území obce se nachází téměř uprostřed území.

## Historie
První písemná zmínka o obci je z roku 1368, v souvislosti s letopisnými daty.Další zmínka je z roku 1371, kdy Jan z Meziříčí zapsal Čikov a další vesnice své manželce. Od roku 1437 obec Čikov patřila k náměšťskému panství a tasovské farnosti. Obec přečkala třicetiletou válku téměř bez škod.
Majiteli náměšťského panství byli od roku 1408 páni z Kravař, dalším majitelem byl Ctibor Tovačovský z Cimburka, roku 1481 získali náměšťské panství pánové Mezeříčtí z Lomnice, po letech vlády pánů z Lomnice získal panství Jan starší ze Žerotína. Jeho syn Karel po bitvě na Bílé hoře odešel do exilu a v roce 1628 prodal panství Albrechtovi z Valdštejna. Dalším majitelem byl zanedlouho Jan Křtitel z Verdenberka, Verdenberkové vlastnili panství až do vymření po meči v roce 1733. Náměšť zdědil Václav z Enkenvoirtu a roku 1752 panství prodal Bedřichu Vilému Haugvici, Haugvicové vlastnili město až do roku 1849.
V osmnáctém století obec získala pečeť. Během roku 1874 byla v obcí postavena škola.
V roce 2017 byla schválena dotace kraje Vysočina pro udržení malých obchodů ve vesnici, Čikov je jednou z podpořených obcí.
Do roku 1849 patřil Čikov do náměšťského panství, od roku 1850 patřil do okresu Jihlava, pak od roku 1855 do okresu Velké Meziříčí, posléze do okresu Velká Bíteš a od roku 1960 do okresu Třebíč. Mezi lety 1850 a 1869 patřil Čikov pod Tasov a mezi lety 1980 a 1990 byla obec začleněna opět pod Tasov, následně se obec osamostatnila.

## Obyvatelstvo
| Rok            | 1869 | 1880 | 1890 | 1900 | 1910 | 1921 | 1930 | 1950 | 1961 | 1970 | 1980 | 1991 | 2001 | 2011 | 2021 |
| -------------- | ---- | ---- | ---- | ---- | ---- | ---- | ---- | ---- | ---- | ---- | ---- | ---- | ---- | ---- | ---- |
| Počet obyvatel | 293  | 333  | 316  | 330  | 327  | 319  | 326  | 252  | 255  | 272  | 269  | 241  | 223  | 223  | 176  |
| Počet domů     | 38   | 47   | 48   | 47   | 52   | 47   | 50   | 63   | 53   | 56   | 55   | 62   | 62   | 65   | 72   |

## Politika

### Volby do Poslanecké sněmovny
|       | 2006                | 2010                | 2013                | 2017                | 2021                  |
| ----- | ------------------- | ------------------- | ------------------- | ------------------- | --------------------- |
| 1.    | ČSSD (32,81 %)      | TOP 09 (18,11 %)    | KSČM (22,22 %)      | ANO (25,86 %)       | ANO (27,92 %)         |
| 2.    | ODS (24,21 %)       | ODS (15,74 %)       | ČSSD (19,44 %)      | KSČM (19,82 %)      | Piráti+STAN (18,01 %) |
| 3.    | KSČM (18,75 %)      | VV (14,96 %)        | ANO 2011 (12,96 %)  | Piráti (12,06 %)    | PŘÍSAHA (12,61 %)     |
| účast | 72,73 % (128 z 176) | 72,99 % (127 z 174) | 64,53 % (111 z 172) | 66,67 % (120 z 180) | 65,29 % (111 z 170)   |

### Volby do krajského zastupitelstva
|      | 1.                    | 2.                    | 3.                       | účast              |
| ---- | --------------------- | --------------------- | ------------------------ | ------------------ |
| 2000 | KSČM (24,19 %)        | 4KOALICE (22,58 %)    | ČSSD (17,74 %)           | 36,93 % (65 z 176) |
| 2004 | ODS (20,25 %)         | KSČM (20,25 %)        | MoDS (18,98 %)           | 43,89 % (79 z 180) |
| 2008 | ČSSD (34,88 %)        | ODS (19,76 %)         | KSČM (15,11 %)           | 53,05 % (86 z 164) |
| 2012 | KSČM (28,57 %)        | ČSSD (28,57 %)        | ODS (17,85 %)            | 33,7 % (61 z 181)  |
| 2016 | STAN+SNK ED (20,31 %) | KSČM (18,75 %)        | ANO 2011 (17,18 %)       | 38,2 % (68 z 178)  |
| 2020 | ANO (23,52 %)         | Piráti (19,6 %)       | STAN+SNK ED (15,68 %)    | 31,43 % (55 z 175) |
| 2024 | ANO (37,5 %)          | STAN+SNK ED (29,16 %) | ODS+TOP 09+STO (18,75 %) | 30,41 % (52 z 171) |

### Prezidentské volby
V prvním kole prezidentských voleb v roce 2013 první místo obsadil Miloš Zeman (65 hlasů), druhé místo obsadil Karel Schwarzenberg (22 hlasů) a třetí místo obsadil Jan Fischer (18 hlasů). Volební účast byla 72,88 %, tj. 129 ze 177 oprávněných voličů. V druhém kole prezidentských voleb v roce 2013 první místo obsadil Miloš Zeman (86 hlasů) a druhé místo obsadil Karel Schwarzenberg (43 hlasů). Volební účast byla 72,88 %, tj. 129 ze 177 oprávněných voličů.
V prvním kole prezidentských voleb v roce 2018 první místo obsadil Miloš Zeman (56 hlasů), druhé místo obsadil Jiří Drahoš (35 hlasů) a třetí místo obsadil Marek Hilšer (14 hlasů). Volební účast byla 72,38 %, tj. 131 ze 181 oprávněných voličů. V druhém kole prezidentských voleb v roce 2018 první místo obsadil Miloš Zeman (76 hlasů) a druhé místo obsadil Jiří Drahoš (52 hlasů). Volební účast byla 69,95 %, tj. 128 ze 183 oprávněných voličů.
V prvním kole prezidentských voleb v roce 2023 první místo obsadil Andrej Babiš (43 hlasů), druhé místo obsadil Petr Pavel (37 hlasů) a třetí místo obsadila Danuše Nerudová (35 hlasů). Volební účast byla 76,61 %, tj. 131 ze 171 oprávněných voličů. V druhém kole prezidentských voleb v roce 2023 první místo obsadil Petr Pavel (71 hlasů) a druhé místo obsadil Andrej Babiš (52 hlasů). Volební účast byla 72,78 %, tj. 123 ze 169 oprávněných voličů.

## Sport
- Tým SDH Čikov, vítězové Extraligy ČR v požárním útoku 2022 (Ondřej Nováček, Zbyněk Křepela, Ondřej Říha, Miroslav Horký, David Komínek, Tomáš Voda, Jakub Procházka, Ondřej Lukeš)

## Pamětihodnosti
- Kaple sv. Maři Magdalény
- Památník obětem první světové války na návsi
- Rybník

## Osobnosti
- František Odehnal (1914–1981), voják
- Alois Pálenský (1906–1945), voják
- František Rybníček (1890–?), legionář
- Václav Rybníček (1898–1942), legionář[28]
- Jindřich Šilhan (1917–1989), teolog a historik
- Josef Vlček (1880–?), pedagog a spisovatel

## Galerie

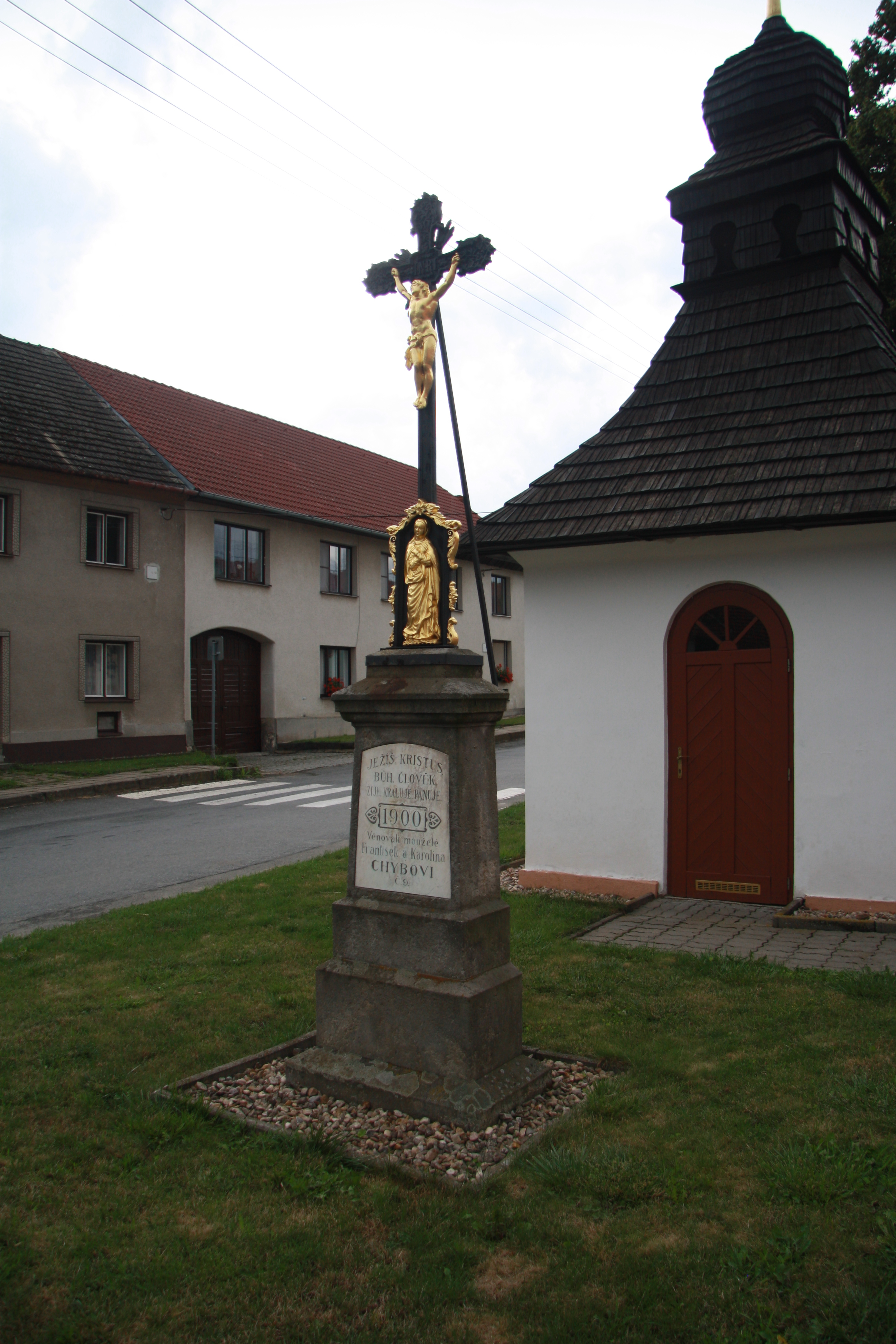
Křížek
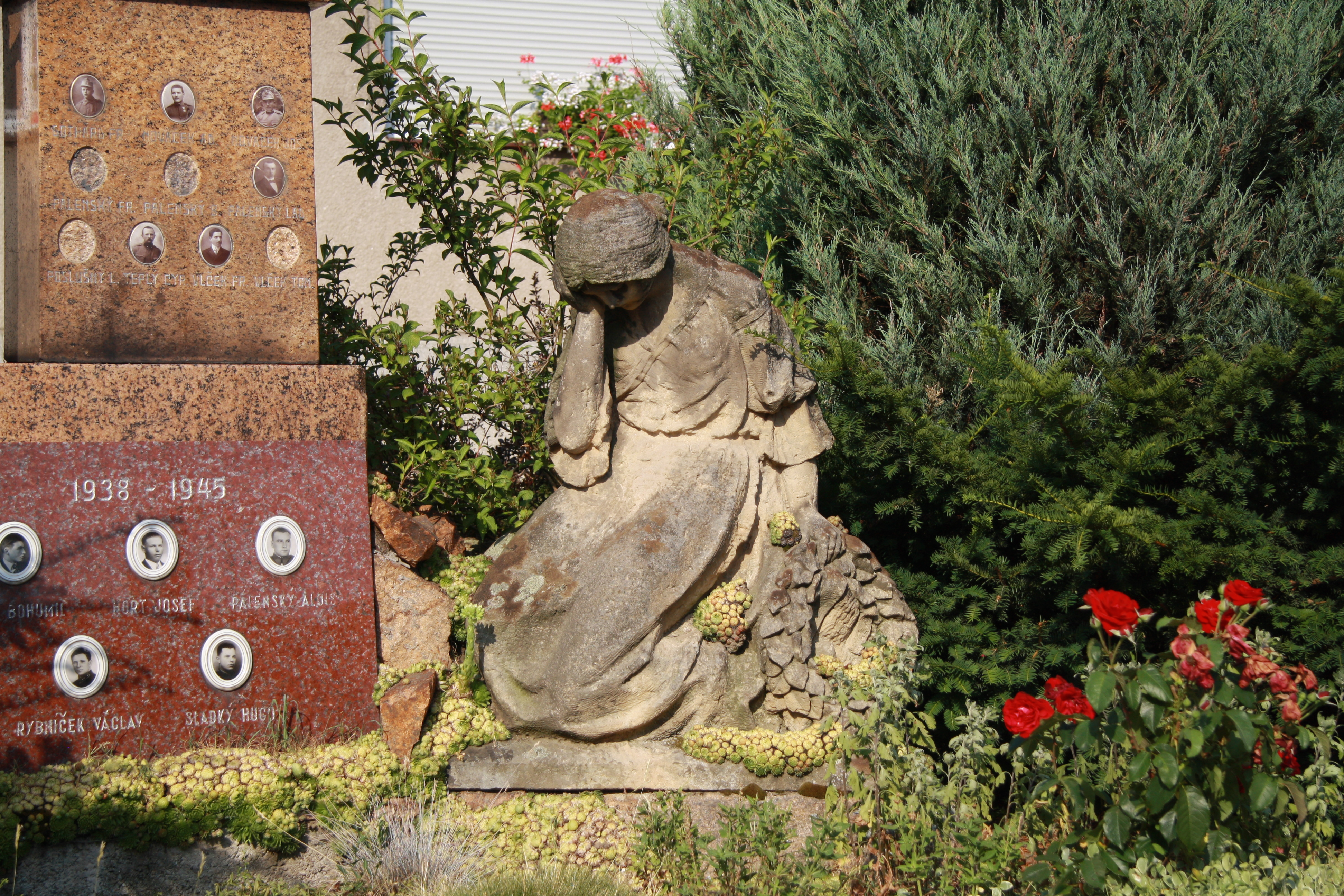
Pomník padlým
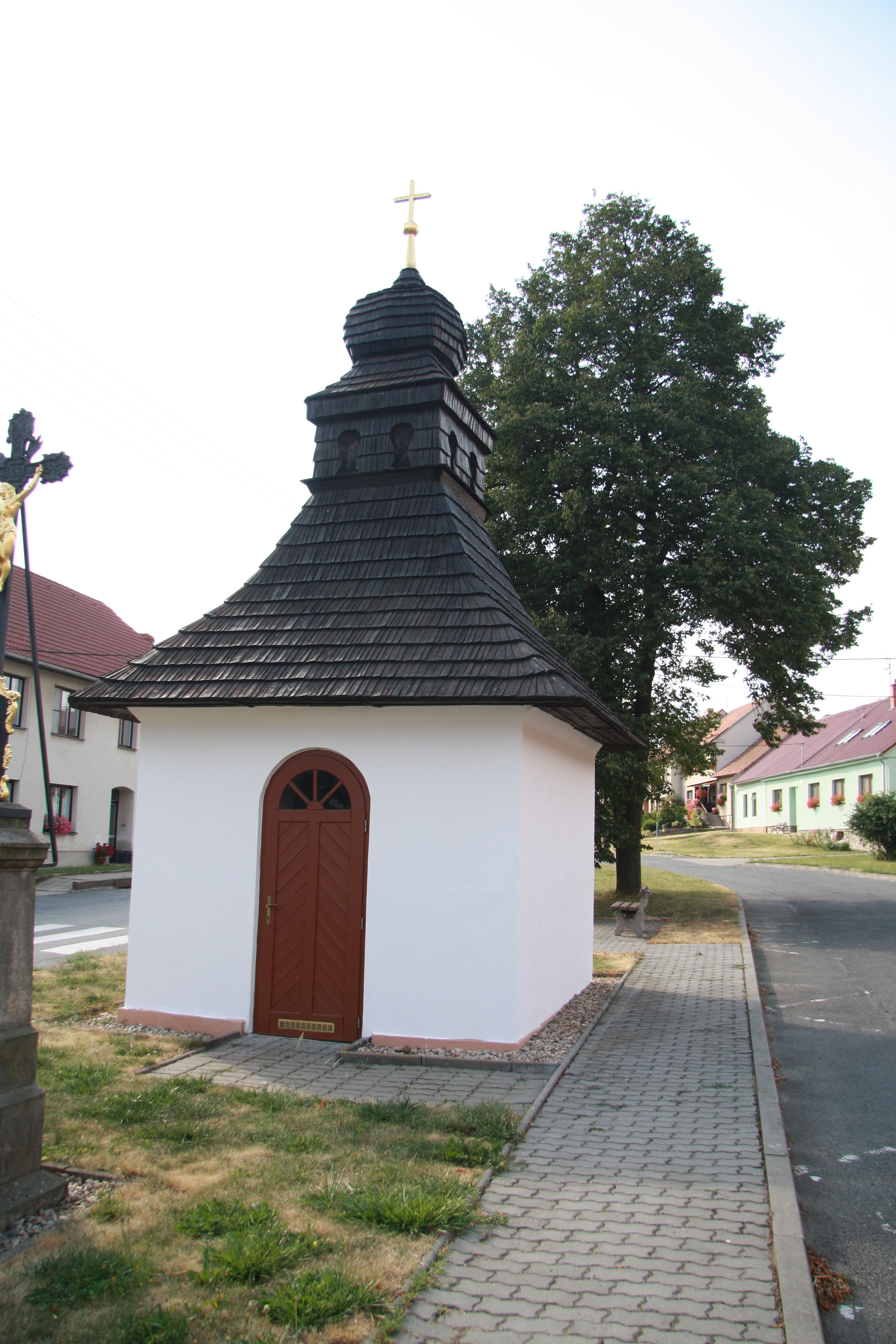
Kaple sv. Maří Magdalény
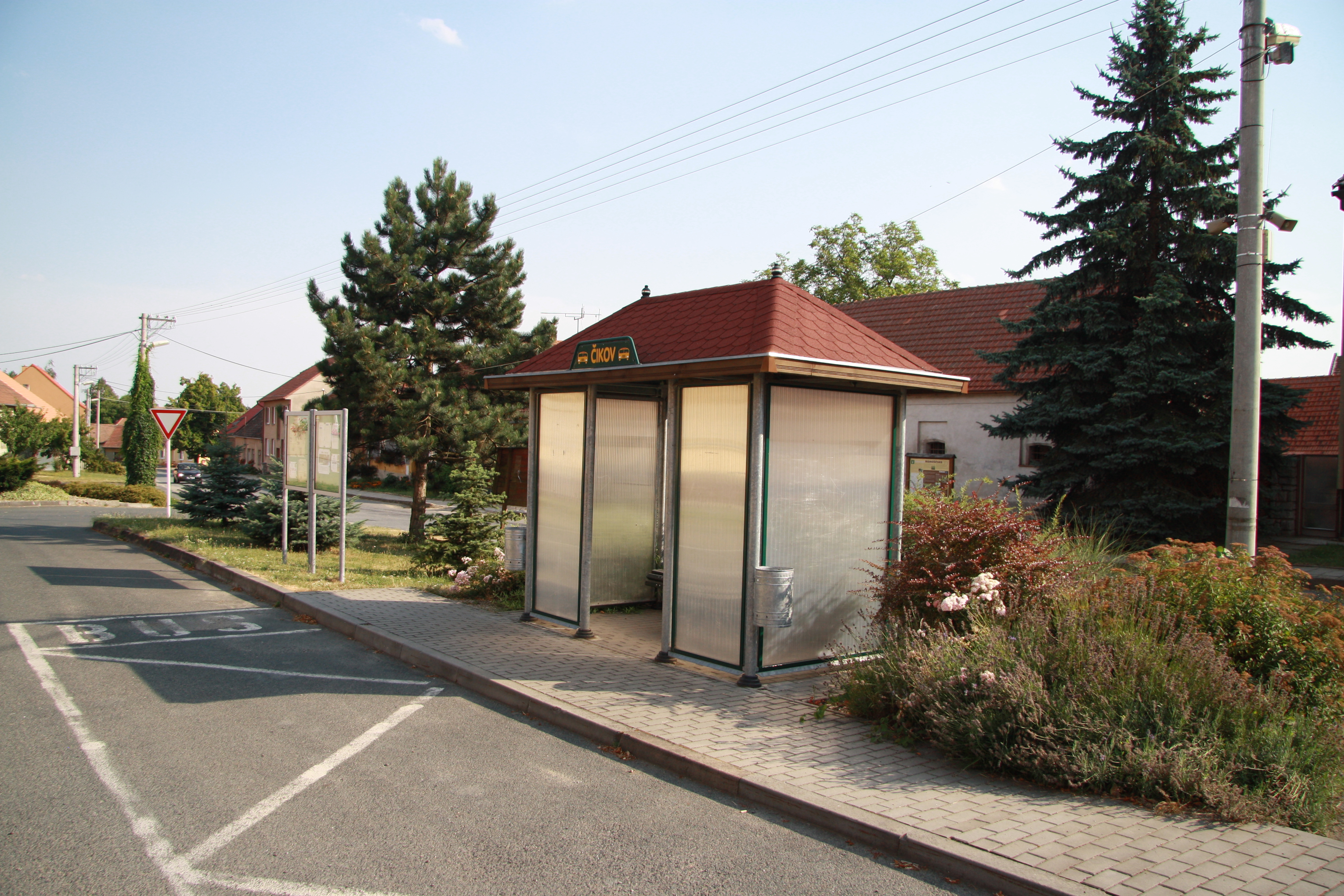
Autobusová zastávka